# Anthela reltoni
Anthela reltoni là một loài bướm đêm thuộc họ Anthelidae. Loài này có ở Úc.